# Ruppertshofen (Baden-Württemberg)
Ruppertshofen è un comune tedesco di 1 907 abitanti situato nel land del Baden-Württemberg.